# Instytut Ochrony Środowiska
Instytut Ochrony Środowiska – Państwowy Instytut Badawczy – instytut naukowo-badawczy podległy ministrowi klimatu. Prowadzi badania w zakresie polityki i strategii oraz wszystkich podstawowych działów ochrony środowiska, publikuje kilka serii wydawnictw, ma zasobną bibliotekę specjalistyczną. Siedziba znajduje się w Warszawie, oddział terenowy we Wrocławiu.
Podstawowym przedmiotem działania Instytutu jest opracowywanie naukowych i technicznych podstaw ochrony środowiska oraz polityki państwa w tym zakresie. Opracowywanie podstaw polityki ekologicznej państwa w skali krajowej i międzynarodowej wyróżnia IOŚ-PIB spośród innych jednostek badawczo-rozwojowych zajmujących się zagadnieniami ochrony środowiska. Ważnym przedmiotem działania IOŚ-PIB są kompleksowe badania środowiska, integrujące badania prowadzone w większości pól badawczych.

## Kierownictwo[1]
- Marcin Stoczkiewicz – dyrektor[2]
- Robert Jeszke – zastępca dyrektora[3]
- Ilona Jędrasik – zastępca dyrektora[4]
- Monika Kujawa – zastępca dyrektora

## Historia
Instytut Ochrony Środowiska powołany został Zarządzeniem Ministra Ochrony Środowiska w dniu 1 kwietnia 1986 roku. W zasadzie było to reaktywowanie działalności Instytutu, który utworzono w 1973 roku, a w następnym roku wraz z trzema innymi instytutami: Gospodarki Komunalnej, Urbanistyki i Architektury oraz Gospodarki Mieszkaniowej włączono do nowo utworzonego Instytutu Kształtowania Środowiska. Jednocześnie z reaktywowaniem Instytutu Ochrony Środowiska Instytut Kształtowania Środowiska zakończył swoją działalność.

## Samodzielni pracownicy naukowi
- prof. dr hab. Barbara Gworek
- dr hab. Agnieszka Helena Pasztaleniec
- dr hab. Grażyna Izabella Porębska
- prof. dr hab. Maciej Jerzy Sadowski
- dr hab. Agnieszka Kolada

## Byli pracownicy
- dr hab. Feliks Jan Grądalski
- dr hab. Apolonia Ostrowska
- dr hab. Grażyna Wasiak
- doc. Wiesława Różycka
- prof. dr hab. inż. Maciej Nowicki